# Бюхнер, Франц
Франц Бюхнер (нем. Franz Büchner; 2 января 1898 — 18 марта 1920) — германский лётчик-истребитель, один из лучших асов Первой мировой войны с 40 сбитыми самолётами противника, занимающий 11-е место среди германских асов Первой мировой войны по количеству сбитых самолётов противника.

## Биография
Франц Бюхнер родился в Лейпциге в семье богатого торговца. С началом войны в возрасте 16-ти лет добровольцем ушёл на фронт, записавшись 7-й пехотный полк «Король Георг» Саксонской армии, затем был переведен в 106-й саксонский пехотный полк. Принимал участие в боях на восточном и на западном фронтах. 3 апреля 1915 года был ранен. После лечения был переведен наблюдателем при Fliegertruppe, а затем переведен в артиллерийскую часть Feldfliegerabteilung 270.
Получил офицерское звание лейтенант (14.03.1916 г.). В марте 1917 года переведен пилотом Jagdstaffel 9, в которой 1 августа 1917 года одержал свою первую победу в воздушном бою. Впоследствии был переведен в Jasta 13, где продолжил счет своим победам в воздушных боях под командованием успешного летчика-истребителя Рудольф Бертольда.
После получения нового современного истребителя Fokker D.VII Бюхнер увеличивает счет своих побед: в июне 1918 года три победы, в июле семь (2 июля одержал победу над ирландским асом Джозеф Каллахан, имевшего на своем счету 5 побед; через пять дней одерживает победу над Мерриллом Тэйлором, канадским военным лётчиком, имевшего на своем счету 7 побед на самолете Sopwith Camel), в августе — восемь, в сентябре — 17 побед.

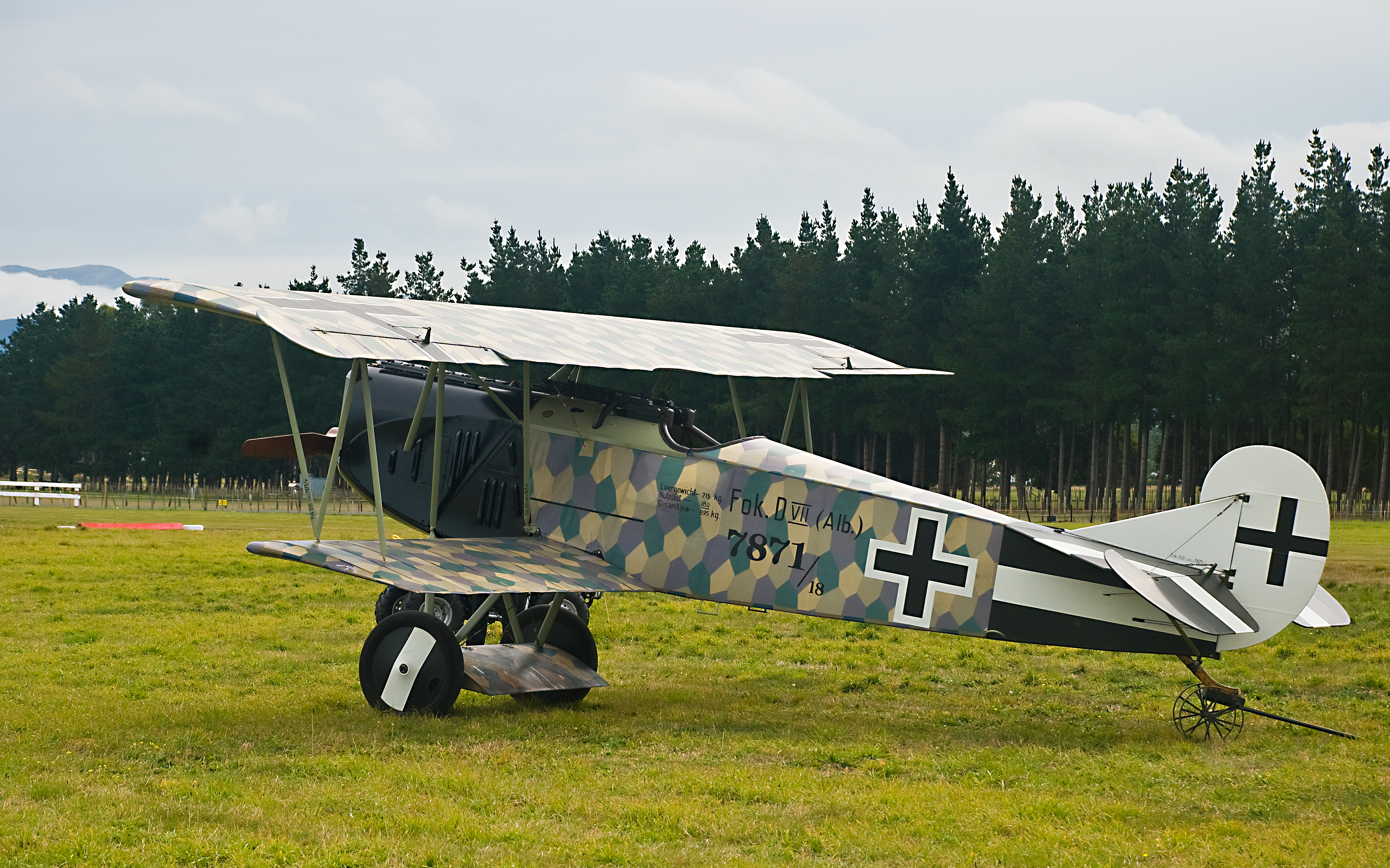
Fokker D.VII

7 октября 1918 года Бюхнер удостоен высшей военной награды Саксонии — Рыцарский Военный орден Святого Генриха. Вскоре после этого, 10 октября 1918 года, при выполнении полетного задания Бюхнер столкнулся в воздухе с другим самолетом своей эскадрильи. Сам выпрыгнул с парашютом, пилоту второго самолета спастись не удалось.
За первую мировую войну одержал 40 побед в воздушных боях.
После окончания войны вернулся домой и продолжил летать в составе Рейхсвера на воздушной базе Гроссенхайн. 18 марта 1920 года при выполнении разведывательного полета над Лейпцигом был сбит спартаковцами и погиб, пережив всего на несколько дней своего командира Рудольф Бертольда, погибшего также от рук своих сограждан.
Похоронен на кладбище Zentrum в Лейпциге.

## Награды
- Железный крест 2-го и 1-го класса (Королевство Пруссия)
- Королевский орден Дома Гогенцоллернов рыцарский крест с мечами (Королевство Пруссия)
- Pour le Mérite (25.10.1918) (Королевство Пруссия)
- Орден Заслуг рыцарский крест 2-го класса (Королевство Саксония)
- Орден Альбрехта рыцарский крест 2-го класса (Королевство Саксония)
- Военный орден Святого Генриха рыцарский крест (7 октября 1918) (Королевство Саксония)
- Знак военного летчика (Королевство Пруссия)